# 7006 Folco
A 7006 Folco (ideiglenes jelöléssel 1981 ER31) a Naprendszer kisbolygóövében található aszteroida. Schelte J. Bus fedezte fel 1981. március 2-án.